# Donja Vrela
Donja Vrela (cyr. Доња Врела) – wieś w Bośni i Hercegowinie, w Republice Serbskiej, w gminie Brod. W 2013 roku liczyła 119 mieszkańców.